# Pietro Foscari
Pietro Foscari (ur. 1417 – zm. 11 sierpnia 1485) – włoski kardynał, znany jako kardynał z Wenecji.
Pochodził z Wenecji i był bratankiem doży Francesco Foscariego. Przeznaczony został do stanu duchownego. W 1447 został primiceriusem katedry św. Marka w Wenecji i protonotariuszem apostolskim, a w 1450 opatem komendatoryjnym opactwa świętych Kosmy i Damiana w Zadarze. W 1454 uzyskał doktorat z prawa kanonicznego na uniwersytecie padewskim. W następnych latach bezskutecznie starał się o nominację biskupią, najpierw w Treviso (1455), potem w Padwie (1459) i w samej Wenecji (1466). W tym czasie Pietro prawdopodobnie poświęcił się studiom humanistycznym i zgromadził bogate zbiory różnych manuskryptów łacińskich i greckich, które w 1468 częściowo zasiliły wenecką bibliotekę Marciana.
Wybrany w 1464 wenecki papież Paweł II zamierzał wynieść go do godności kardynalskiej. Na nieszczęście dla Pietro, zatwierdzona w 1471 nominacja nie została ogłoszona przed śmiercią Pawła II (26 lipca 1471) i w rezultacie nie dopuszczono go do udziału w konklawe 1471. Kolegium Kardynalskie stało bowiem na stanowisku, że jego nominacja w ogóle nie doszła do skutku. Jednakże wybrany wówczas papież Sykstus IV ostatecznie mianował go kardynałem na konsystorzu 10 grudnia 1477. Dwa dni później otrzymał tytuł kościoła S. Nicola inter Imagines, który właśnie przy tej okazji został podniesiony do rangi kościoła tytularnego. 1 kwietnia 1478 Pietro Foscari został mianowany administratorem archidiecezji Spalato (Split) w Dalmacji, ale jej dochody były tak małe, że już 17 września 1479 zrezygnował z niej, obejmując w zamian bogate opactwo S. Benedetto di Leno w diecezji Brescia. 15 kwietnia 1481 został administratorem diecezji padewskiej.
Jako kardynał Pietro Foscari sprawował przede wszystkim funkcję nieformalnego ambasadora weneckiego w Kurii Rzymskiej. W latach 1479–1480 pośredniczył w negocjacjach pokojowych między Republiką Wenecką a Stolicą Apostolską. W czerwcu 1481 Foscari opuścił Rzym, udając się do Padwy (swej stolicy biskupiej), gdzie przebywał do maja 1483. Po powrocie do Rzymu nie objął jednak ponownie funkcji ambasadorskich, gdyż władze Republiki przysłały w międzyczasie oficjalnego, stałego ambasadora w osobie Zaccaria Barbaro. Uczestniczył w konklawe 1484, które wybrało papieża Innocentego VIII.
Pietro Foscari zmarł w Viterbo w wieku 68 lat.